# Andreas Karlsböck
Andreas F. Karlsböck (* 18. November 1960 in Wien; † 22. November 2019) war ein österreichischer Zahnarzt und Politiker (FPÖ). Er war von 2008 bis 2017 Abgeordneter zum österreichischen Nationalrat. 

## Ausbildung und Beruf
Karlsböck besuchte das Gymnasium und studierte bis 1985 Medizin an der Universität Wien. Er absolvierte zwischen 1985 und 1993 seine Assistenzzeit und Turnusarzttätigkeit in Wien und Vorarlberg und war zwischen 1993 und 1995 an der Universitäts-Zahnklinik Wien beschäftigt. 1995 schloss er die Facharztprüfung zum Facharzt für Zahn-, Mund- und Kieferheilkunde ab und war seitdem als Zahnarzt tätig.

## Politik
Karlsböck war seit 1992 Mitglied der FPÖ Wien-Landstraße und wurde 1996 in diesem Bezirk zum Bezirksrat gewählt. Karlsböck war seit 1996 Mitglied der Landesparteileitung der FPÖ-Wien und später stellvertretender Bezirksparteiobmann der FPÖ-Ottakring. Karlsböck wirkte zudem als Funktionär zwischen 1993 und 2007 in mehreren Funktionen der Wiener Ärztekammer. Karlsböck kandidierte auf Platz sechs der Wiener FPÖ-Landesliste bei der Nationalratswahl 2008 und wurde über diesen Wahlkreis in den Nationalrat gewählt. Karlsböck wurde am 28. Oktober 2008 als Abgeordneter angelobt und übernahm die Rolle des FPÖ-Sprechers für den Bereich Ärzte innerhalb des FPÖ-Parlamentsklubs. 
Wegen einer Krankheit schied Karlsböck im Oktober 2017 aus dem Nationalrat aus. Er starb im November 2019, nur vier Tage nach seinem 59. Geburtstag. Er wurde am Grinzinger Friedhof bestattet.

## Privates
Karlsböck war verheiratet und Vater zweier Kinder. Seit 2006 war er Verkehrsgast der Akademischen Burschenschaft Aldania Wien. 2008 wurde er zum Alten Herren ernannt.

## Auszeichnungen
- 2019: Großes Goldenes Ehrenzeichen für Verdienste um die Republik Österreich[5]